# Ceratotrichia
Ceratotrichia is een geslacht van schietmotten uit de familie Hydroptilidae.

## Soorten
Deze lijst is mogelijk niet compleet.
- C. fairchildi OS Flint, 1992
- C. flavicoma OS Flint, 1992